# Danmarks ambassade i Riga
Danmarks ambassade i Riga er Danmarks officielle diplomatiske repræsentation i Letland. Ambassaden blev etableret i 1992, da Letland blev anerkendt som selvstændig nation efter Sovjetunionens sammenbrud. Ambassaden arbejder for at fremme og beskytte danske interesser i Letland og styrke de bilaterale relationer mellem Danmark og Letland.

## Historie
Danmark og Letland har haft diplomatiske relationer siden 1921, men det var først efter Letlands uafhængighed i 1991, at Danmark etablerede sin ambassade i Riga i 1992. Siden da har ambassaden arbejdet for at fremme de bilaterale relationer mellem Danmark og Letland.

## Ambassadebygningen
Ambassadebygningen ligger på Pils iela 11, centralt i Rigas gamle by, Vecrīga. Bygningen har en fantastisk udsigt over floden Daugava og ligger i nærheden af Riga Slot og den Anglikanske kirke. Navnet "Pils" refererer til vejen, der fører fra Domspladsen til Riga Slot, som danner ramme for præsidentpaladset. Gaden har eksisteret siden det 15. århundrede, og ambassaden ligger godt 100 meter fra Trīs brāļi (Tre Brødre), som er de ældste eksisterende beboelsesbygninger i Riga.
Ambassadebygningen blev oprindeligt opført i 1901 for at huse de Britiske Sejleres Institut og Klub og blev finansieret af Church of Great Britain and Foundation for the Needy. Bygningen er tegnet af arkitekten Wilhelm Bockslaff fra Riga, der er kendt for sin neo-gotiske og eklektiske stil. Bockslaff tegnede bygningen i samme middelalderlige Art Nouveau-stil som den ved siden af liggende kirke.
Under sovjetperiodens sidste del blev bygningen brugt af USSR til at huse en lokal filial af det sovjetiske udenrigsministerium. Efter Letlands genvundne selvstændighed og genetableringen af diplomatiske forbindelser fungerede bygningen som kontor for den lettiske udenrigsminister, Jānis Jurkāns, indtil Danmark fik den tilbudt i 1992.
Rigas gamle by har siden 1997 været anført på UNESCOs verdensarvsliste.

## Aktiviteter og samarbejde
Danmarks ambassade i Riga arbejder for at styrke de bilaterale relationer mellem Danmark og Letland. Ambassaden samarbejder med letlandske myndigheder og virksomheder for at fremme handel, kultur og politiske relationer mellem de to lande. Ambassaden har også et tæt samarbejde med den danske turistindustri for at promovere Danmark som turistdestination for lettiske rejsende.